# Pierre Jonquères d'Oriola
Pierre Jonquères d'Oriola (Corneilla-del-Vercol, 1 de febrero de 1920-Corneilla-del-Vercol, 19 de julio de 2011) fue un jinete francés que compitió en la modalidad de salto ecuestre.
Participó en cinco Juegos Olímpicos de Verano entre los años 1952 y 1968, obteniendo cuatro medallas: oro en Helsinki 1952, oro y plata en Tokio 1964 y plata en México 1968. Ganó tres medallas en el Campeonato Mundial de Saltos Ecuestres entre los años 1953 y 1966, y una medalla en el Campeonato Europeo de Saltos Ecuestres de 1959.

## Palmarés internacional
| Juegos Olímpicos   | Juegos Olímpicos         | Juegos Olímpicos  | Juegos Olímpicos |
| Año                | Lugar                    | Medalla           | Categoría        |
| ------------------ | ------------------------ | ----------------- | ---------------- |
| 1952               | Helsinki (Finlandia)     | Medalla de oro    | Individual       |
| 1964               | Tokio (Japón)            | Medalla de oro    | Individual       |
| 1964               | Tokio (Japón)            | Medalla de plata  | Por equipos      |
| 1968               | México (México)          | Medalla de plata  | Por equipos      |
| Campeonato Mundial |                          |                   |                  |
| Año                | Lugar                    | Medalla           | Categoría        |
| 1953               | París (Francia)          | Medalla de bronce | Individual       |
| 1954               | Madrid (España)          | Medalla de plata  | Individual       |
| 1966               | Buenos Aires (Argentina) | Medalla de oro    | Individual       |
| Campeonato Europeo |                          |                   |                  |
| Año                | Lugar                    | Medalla           | Categoría        |
| 1959               | París (Francia)          | Medalla de plata  | Individual       |